# BOLA1
BOLA1 (англ. BolA family member 1) – білок, який кодується однойменним геном, розташованим у людей на 1-й хромосомі. Довжина поліпептидного ланцюга білка становить 137 амінокислот, а молекулярна маса — 14 289.
| 10         |  | 20         |  | 30         |  | 40         |  | 50         |
| ---------- |  | ---------- |  | ---------- |  | ---------- |  | ---------- |
| MLSGRLVLGL |  | VSMAGRVCLC |  | QGSAGSGAIG |  | PVEAAIRTKL |  | EEALSPEVLE |
| LRNESGGHAV |  | PPGSETHFRV |  | AVVSSRFEGL |  | SPLQRHRLVH |  | AALAEELGGP |
| VHALAIQART |  | PAQWRENSQL |  | DTSPPCLGGN |  | KKTLGTP    |  |            |

A: Аланін

C: Цистеїн

D: Аспарагінова кислота

E: Глутамінова кислота

F: Фенілаланін

G: Гліцин

H: Гістидин

I: Ізолейцин

K: Лізин

L: Лейцин

M: Метіонін

N: Аспарагін

P: Пролін

Q: Глутамін

R: Аргінін

S: Серин

T: Треонін

V: Валін

Кодований геном білок за функцією належить до фосфопротеїнів. 
Локалізований у мітохондрії.